# Herman Arend Ferguson

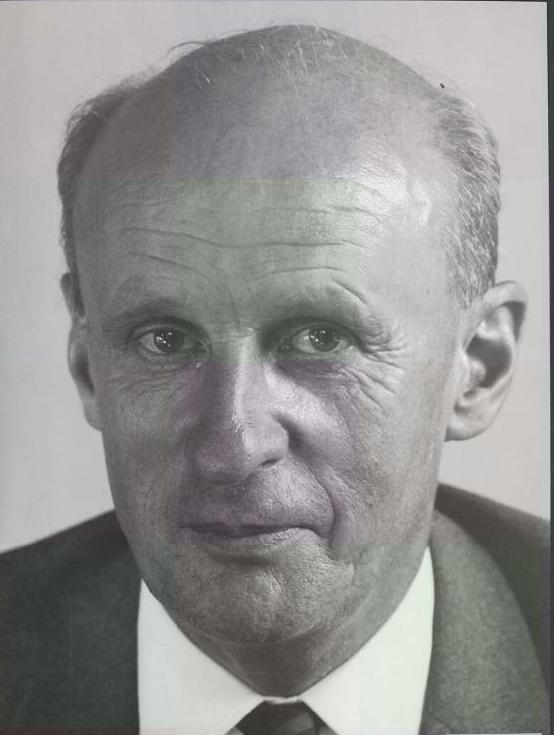
Ir. H.A. Ferguson (rond 1965)

Herman Arend Ferguson (Voorburg, 25 februari 1911 - Voorburg, 10 april 1997) was een Nederlands waterbouwkundige die heeft bijgedragen aan waterbeheer in Nederland. Hij speelde een centrale rol in de herstelinspanningen na de inundatie van Walcheren in 1944 en de werken om de schade te herstellen de stormvloed van 1953. Hij bekleedde hogere functies bij Rijkswaterstaat, schreef verschillende belangrijke publicaties over waterbouwkunde en werd benoemd tot ridder in de Orde van de Nederlandse Leeuw.

## Leven en carrière
Herman Arend Ferguson werd geboren op 25 februari 1911 in Voorburg, de zoon van George Ferguson en Francesca Hermina van den Brandhof. Zijn familie was van Schotse afkomst, maar was al enkele generaties in Nederland en koloniën.  Hij studeerde in 1938 af als civiel ingenieur aan de Technische Hogeschool in Delft.  Na zijn afstuderen trad hij toe tot Rijkswaterstaat bij de studieafdeling van de Directie Benedenrivieren van dr.ir. Johan van Veen.
In 1945–46 maakte Ferguson deel uit van de Dienst Droogmaking Walcheren, die werd opgericht om Walcheren zo snel mogelijk weer droog te leggen na de inundatie van het eiland tijdens de Tweede Wereldoorlog. Hij komt voor in de sleutelroman van A. den Doolaard "Het verjaagde water". Hierin wordt hij ir. Rafelding genoemd.
Na de drooglegging van Walcheren en het einde van de 2e Wereldoorlog moest hij in militaire dienst, en was o.a, bij de Genie in Nederlands Indië. Na repatriëring in 1951 werd hij hoofd van de Studiedienst van Rijkswaterstaat in Vlissingen. Na de stormvloedramp van 1953 kwam hij bij de Dienst Dijkherstel Zeeland. Na het herstel van de beschadigde dijken werd de Deltadienst opgericht om de Deltawerken uit te voeren, en Ferguson werd hoofd van de Waterloopkundige Afdeling van die dienst. Dit bleef hij tot 1960, in welk jaar hij Hoofdingenieur-directeur werd van de Directie Benedenrivieren. In 1968 werd hij hoofd van de Deltadienst, wat bij bleef tot zijn pensioen in 1976. In deze functie volgt hij ir. J. Volkers op en werd hij opgevolgd door ir. Hein Engel.
Hij was met name betrokken bij de noordelijke Deltawerken, zoals de Haringvlietsluizen, en de sluiting van het Brouwershavense Gat. Dit wordt de detail beschreven in de publicatie "Delta Visie".

## Eerbetoon
In 1987 kreeg hij een ere-doctoraat van de TU Delft, en hij was ridder in de Orde van de Nederlandse Leeuw (1971). Daarnaast had hij nog de Vlag-orde van Zuidslavie (1971) en de orde  van verdienste van Italië (1973).

## Publicaties van Ferguson

### Vakinhoudelijke publicaties
- Afsluiting van het Zuiderdiep bij Stellendam. Rijkwaterstaat (1942).
- De mogelijkheid tot het verkrijgen en instandhouden van een grotere vaardiepte in de Wielingen. Rijkwaterstaat (1942).
- Verbetering Westerschelde bij Bath en Walsoorden. Rijkwaterstaat (1942).
- Eenige opmerkingen over de mogelijkheid tot het verkrijgen en instandhouden van een grotere vaarwaterdiepte in het westelijk gedeelte van de Wielingen. Rijkwaterstaat (1942).
- Waarnemingen met de "Oceaan" in het mondingsgebied van de Westerschelde. Rijkwaterstaat (1943).
- Metingen in het Zeegat van Texel meet de "Oceaan". Rijkwaterstaat (1943).
- Plan tot verbetering van het Eems Estuarium + Aanvullend memorandum van de Nederlandsche Regeering met betrekking tot de vaststelling van de toekomstige Nederlandsch-Duitsche grens en aanverwante problemen. Rijkwaterstaat (1947).
- Nota inzake een onderzoek naar de achteruitgang van de onderzeese oever van Walcheren. Rijkwaterstaat (1948).
- Inleiding tot de getijberekening. Rijkwaterstaat (1948).
- Verslag over de toestand der oevers en stranden in Zeeland 1951 I : linkeroever van de Westerschelde. Rijkwaterstaat (1961).
- Plan tot verbetering van het Eemsestuarium : verslag over berekeningen inzake de waterbeweging in het Eemsetuarium in verband met zijn normalisatie: Aanvullend memorandum van de Nederlandse regering betreffende de Nederlands-Duitse grens. Rijkwaterstaat (1952).
- Verslag over de toestand der oevers en stranden in Zeeland 1951 VII oever langs het Brouwershavensche Gat en de Grevelingen. Rijkwaterstaat (1952).
- Verslag over de toestand der oevers en stranden in Zeeland 1951 II : rechteroever van de Westerschelde. Rijkwaterstaat (1952).
- Verslag over de toestand der oevers en stranden in Zeeland 1951 IX Noordzeekust van Schouwen (van Westen Schouwen tot West Repart). Rijkwaterstaat (1952).
- Verslag over de toestand der oevers en stranden in Zeeland 1951 IV : rechteroever van de Oosterschelde. Rijkwaterstaat (1952).
- Verslag over de toestand der oevers en stranden in Zeeland 1951 III : linkeroever van de Oosterschelde. Rijkwaterstaat (1952).
- Verslag over de toestand der oevers en stranden in Zeeland 1951 VI : oevers langs Keeten, Mastgat en Zijpe. Rijkwaterstaat (1953).
- De zoutbeweging op de Rotterdamsche Waterweg in het bijzonder bij geringe opperwater-afvoer. Rijkwaterstaat (1957).
- In hoeverre kunnen de Noord en de Kil bij hoge opperwaterafvoeren en afgesloten Oude Maas worden ontlast door verruiming van de Nieuwe Merwede. Rijkwaterstaat (1957).
- Opmerkingen betreffende de inrichting van het Noordelijk Deltabekken. Rijkwaterstaat (1958).
- Waterloopkundig onderzoek voor ontwerp en uitvoering der sluitgaten in de deltadammen. Rijkwaterstaat (1958).
- Golfonderzoek in het deltagebied. Rijkwaterstaat (1959).
- Buitenhaven Scheveningen. Rijkwaterstaat (1967).
- Symposium research on wave action, Delft, March 24-28, 1969 : proceedings. Rijkwaterstaat (1969).
- The Haringvliet sluices. Rijkwaterstaat (1970).
- Zes-baksduwvaart : een studie naar algemene en nautische aspekten welke samenhangen met een eventuele toelating van 6-baksduweenheden op enkele Nederlandse hoofdvaarwegen. Rijkwaterstaat (1983).

### Algemene publicaties
- De waterstaatkundige veranderingen in Deltagebied en hun invloed op het Waterstaatsbeheer. Rijkwaterstaat (1965).
- Een onderzoek naar de mogelijkheden van uitbreiding van zeehaven- en industrieterreinen aan diep vaarwater op de Maasvlakte : interimrapport van de werkgroep Havengebieden Zuid-Holland. Rijkwaterstaat (1969).
- Voorlopige inzichten in de technische mogelijkheden van een uitbreiding van de zeehaven- en industrieterreinen aan diepwater op de Maasvlakte zonder overschrijding van de demarcatielijn : 3e interimrapport van de werkgroep Havengebieden Zuid-Holland. Rijkwaterstaat (1971).
- Algemene beschouwingen over de ontwikkeling en het toekomstig ge bruik van de Deltakust nota uitgebracht door de werkgroep Deltakust van de Rijkswaterstaat (1972).
- Nota over de concentratie van waterbouwkundige werken in een aparte dienst (1972).
- Rapport van de Commissie Compartimentering Oosterschelde. Rijkwaterstaat (1975).
- De Nederlandse delta : een compromis tussen milieu en techniek in de strijd tegen het water (1983).
- Delta visie - een terugblik op 40 jaar natte waterbouw in Nederland. Waterloopkundig Laboratorium (1988).
- Dialoog met de Noordzee : tweeduizend jaar Deltawerken. AMA boeken (1991). ISBN 9064747024.
- Benedenrivieren in de jaren zestig : persoonlijke herinneringen van een hoofdingenieur-directeur. Rijkwaterstaat (1994).

- Virtual International Authority File: 211401925